# Anticalcare magnetico
L'anticalcare magnetico, o trattamento anticalcare magnetico, è un metodo che, secondo promotori e venditori, ridurrebbe gli effetti negativi causati da un'elevata durezza dell'acqua mediante l'azione di un campo magnetico, offrendosi come un'alternativa non chimica per l'addolcimento dell'acqua.
Non esistono dati di laboratorio in merito l'efficacia di questo metodo. Quindi il trattamento anticalcare magnetico è considerato come privo di efficacia e pseudoscientifico. Tuttavia alcuni studi sostengono di aver registrato effetti significativi e riduzione del livello di calcare.

## Efficacia
I venditori e fornitori di dispositivi anticalcare magnetici utilizzano spesso immagini e testimonianze a sostegno delle loro affermazioni. I materiali promozionali in genere omettono studi scientifici sulla corrosione, analisi sui bilanci di massa del sistema, o misurazioni sulla concentrazione degli ioni che determinano la durezza in seguito al trattamento delle acque per privilegiare esempi pratici e recensioni di prodotto dove le testimonianze empiriche ne mostrano l'efficacia.

## Funzionamento ipotizzato
I promotori dei dispositivi anticalcare magnetici sostengono che la forma delle molecole di calcare sarebbe modificata da forti campi magnetici, portandole a ridursi in cristalli dalla forma sferica invece che depositarsi. La cosa certa è invece che una quantità d'acqua in cui sono immersi dei magneti molto potenti al neodimio, separandoli e sollecitandoli creando dei campi magnetici, riescono a far precipitare il calcare e modificano i legami delle molecole liberando ossigeno e creando bicarbonato (NaHCO3) stabilizzando il pH. Tuttavia uno studio svolto nel 1996 presso il Lawrence Livermore National Laboratory non ha rilevato differenze nella struttura cristallina del calcare in seguito all'utilizzo di questi filtri.

## Dispositivi affini
Simili dispositivi, che sostengono di poter prevenire la formazione del calcare grazie a una serie di proprietà fisiche senza utilizzare agenti chimici, sono presenti sul mercato da anni.
Alcuni funzionano, come ad esempio i dispositivi basati sul principio elettrolitico, ma si servono di piccole dosi di agenti chimici come zinco e rame.